# Лукас Козенєскі
Лукас Козенєскі (нар. 31 травня 1995) — американський стрілець, срібний призер Олімпійських ігор 2020 року.

## Виступи на Олімпіадах
| Олімпіада           | Дисципліна                              | Місце |
| ------------------- | --------------------------------------- | ----- |
| Ріо-де-Жанейро 2016 | пневматична гвинтівка, 10 метрів        | 21    |
| Токіо 2020          | пневматична гвинтівка, 10 метрів        | 6     |
| Токіо 2020          | пневматична гвинтівка, 10 метрів, мікст | 2     |